# Вентура дос Сантос, Фелипе
Фелипе Вентура дос Сантос (порт. Felipe Ventura dos Santos; полное имя — Луис Фелипе Вентура дос Сантос порт. Luiz Felipe Ventura dos Santos 24 февраля 1984, Рио-де-Жанейро, Бразилия) — бразильский футболист, вратарь клуба «Кишварда». Экс-игрок юношеской сборной Бразилии.

## Карьера
Фелипе начал свою карьеру в клубе «Витория» (Салвадор), прежде чем был подписан «Сан-Каэтано» в сентябре 2005 года. Он был первым голкипером «Витории» в 2005 году в Серии B, и сыграл 15 игр из 21 игр чемпионата.
В 2006 году он подписал контракт с «Брагантино». В апреле 2006 года он отправился в аренду, в «Брагантино», в Серию B, соревнуясь за место в основе с Тьягу Кампаньяро. Сезон 2007 года он завершил как проигравший финалист в 2007 году Лиге Паулиста с «Брагантино».
24 апреля 2007 года он был подписан «Коринтианс» вместе с четырьмя его товарищами по команде: Каду, Морадей, Эвертон Сантос и Зелао.